# Henri Jan Landrieu

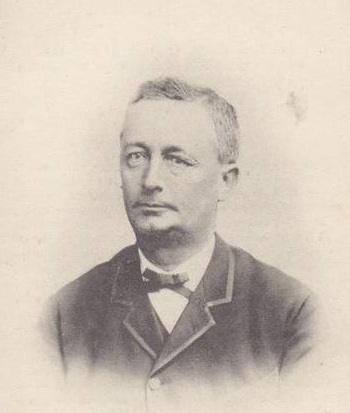
H.J. Landrieu

Henri Jan Landrieu (Heurne, 8 november 1845 - aldaar, 8 oktober 1910) was burgemeester van de Belgische voormalige gemeente Heurne van 1885 tot 1910. Hij was tevens raadslid van de provinciale raad van Oost-Vlaanderen.

## Invloedrijke familie
In het centrum van Heurne liet hij (1901) de heden nog indrukwekkende villa - in neogotische en eclectische stijl - bouwen. De riante woning wordt in Heurne "Het Kasteeltje" genoemd en was van de hand van architect J. Bosschaert. Naast de school staat de nu verlaten en voormalige meisjesschool, die in 1880 werd opgericht in opdracht van de familie Landrieu. In 1921 werd deze overgedragen aan de Zusters van Sint-Vincentius a Paulo.
De zuster van Henri Jan Landrieu - Maria Eulalia (1844-1924) - was de eigenares van het Hof ten Toren, net zoals de voornoemde gebouwen gelegen in de Heurnestraat.
Henri Landrieu (1872-1922) was een ver familielid (de zoon van een achterneef van Henri Jan). Hij was op zijn beurt burgemeester van Heurne van 1912 tot 1922.

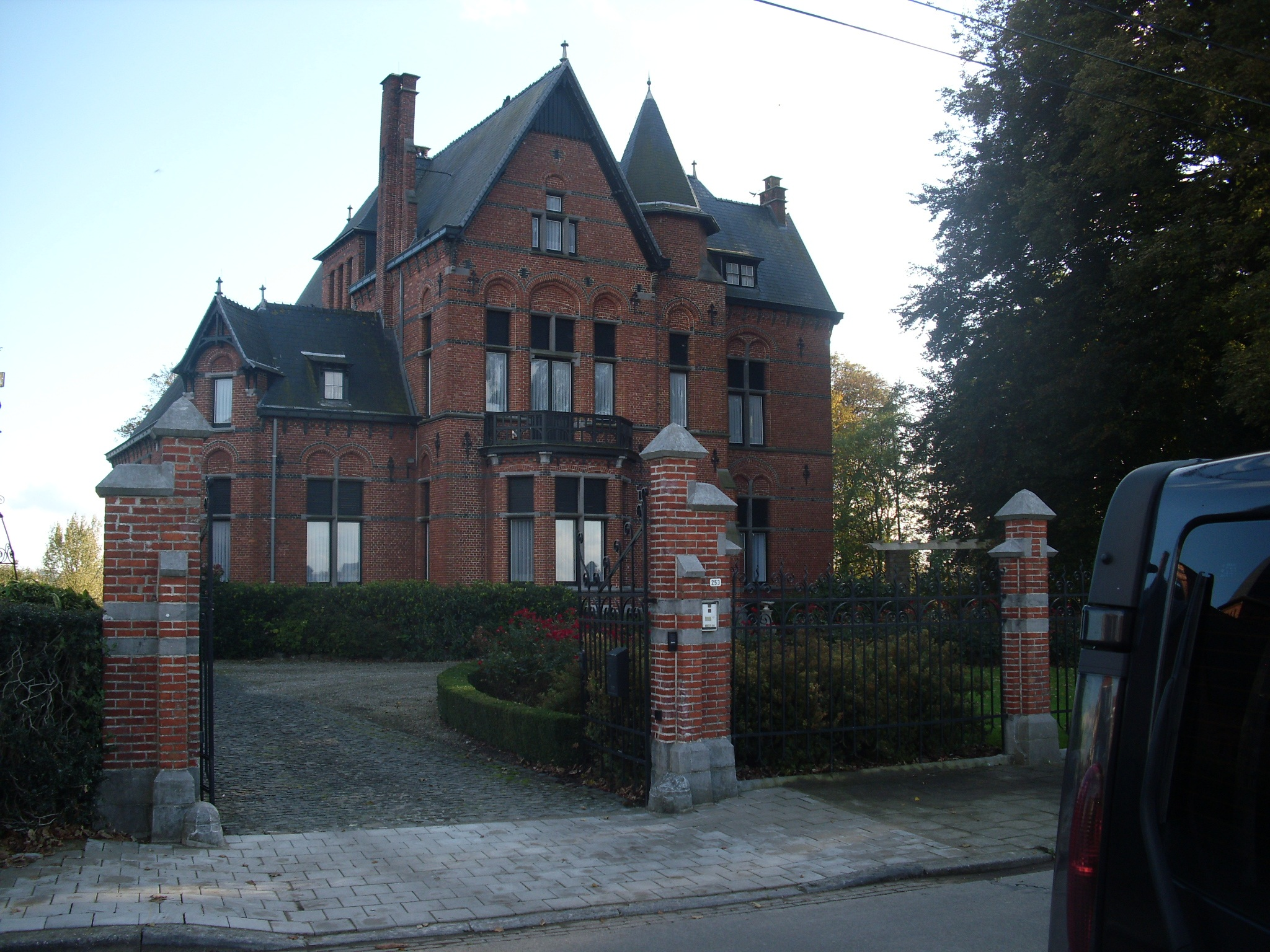
Het Kasteeltje uit 1901.
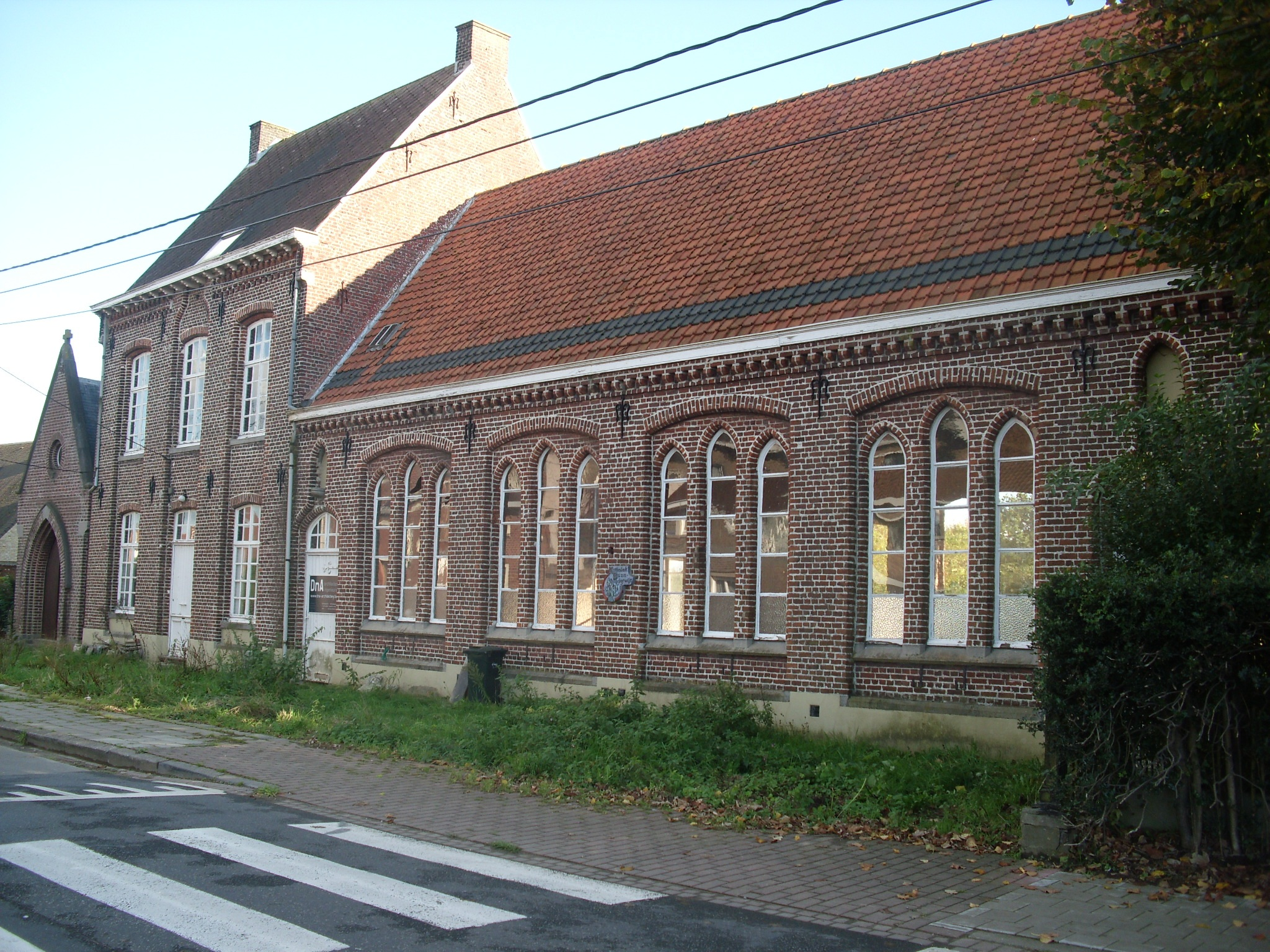
De meisjesschool uit 1880.